# Saint-Martin-le-Beau

Saint-Martin-le-Beau este o comună în departamentul Indre-et-Loire, Franța. În 1 ianuarie 2022 avea o populație de 3.193 de locuitori.